# 心手相連
《心手相連》是客家音樂製作人欒克勇製作的客語流行音樂合輯，由古重禮、劉平芳、徐子晏、彭月春四位客家歌手演唱，共收錄10首歌曲，由揚笙文化傳播有限公司發行。
心手相連為專輯主打歌曲，以溫馨的大愛為基調，是當時客語音樂市場少有的大合唱之作。整張專輯多為古重禮作詞作曲，欒克勇後製。

## 曲目
1. 心手相連（客語版）合唱
2. 義魄千秋 古重禮
3. 約定 劉平芳
4. 邁向成功路 徐子晏
5. 想你 彭月春
6. 萬丈高樓飆等上 劉平芳
7. 朋友 彭月春
8. 媽媽 古重禮
9. 快樂客家妹 徐子晏
10. 心手相連（國語版）合唱